# Бойко Андрій Миколайович
Андрі́й Микола́йович Бо́йко (нар. 1 березня 1971) — капітан Збройних сил України, учасник російсько-української війни.

## З життєпису
На виборах до Кіровоградської обласної ради 2015 року балотувався від Всеукраїнського об'єднання «Батьківщина». На час виборів проживав у Києві, був командиром 5-ї батальйонно-тактичної групи 81 окремої аеромобільної бригади.

## Нагороди
за особисту мужність і героїзм, виявлені у захисті державного суверенітету та територіальної цілісності України, вірність військовій присязі під час російсько-української війни, відзначений — нагороджений
- 27 червня 2015 року — орденом «За мужність» III ступеня.